# 대한민국 형법 제188조
대한민국 형법 제188조는 교통방해치사상죄에 대한 형법각칙의 조문이다.

## 조문
제188조(교통방해치사상) 제185조 내지 제187조의 죄를 범하여 사람을 상해에 이르게 한 때에는 무기 또는 3년 이상의 징역에 처한다. 사망에 이르게 한 때에는 무기 또는 5년 이상의 징역에 처한다.